# Plouzévédé
Plouzévédé (bretonisch Gwitevede) ist eine französische Gemeinde mit 1856 Einwohnern (Stand 1. Januar 2022) im Département Finistère in der Region Bretagne. Sie gehört zum Gemeindeverband Pays de Landivisiau.

## Geografie
Plouzévédé liegt im Pays de Léon, 19 Kilometer nordöstlich von Landerneau, zwischen Saint-Vougay im Westen und Trézilidé im Osten. Der Guillec fließt durch das Gemeindegebiet. Die Weiler Berven, Kerouez, Meslin, Lanrioul und Kervigodou gehört zur Gemeinde.

## Geschichte
Der Ortsname ist aus dem bretonischen Wort ploe, „Pfarrei“, und dem Namen des lokalen Heiligen Tévédé zusammengesetzt. Tévédé soll ein Schüler von Paulinus Aurelianus († um 573) gewesen sein. Im Mittelalter gehörten die Gemeinden Tréflaouénan und Trézilidé zur Pfarrei Plouzévédé. Eine lokale Legende besagt außerdem, dass der hl. Hervé im Weiler Lanrioul geboren wurde.
Während der Chouannerie im Pays de Leon war Berven im März 1793 einer der Sammelpunkte der Aufständischen.

## Bevölkerungsentwicklung
| Jahr                       | 1962 | 1968 | 1975 | 1982 | 1990 | 1999 | 2007 | 2017 |
| Einwohner                  | 1572 | 1570 | 1543 | 1461 | 1416 | 1353 | 1573 | 1766 |
| Quellen: Cassini und INSEE |      |      |      |      |      |      |      |      |

## Sehenswürdigkeiten

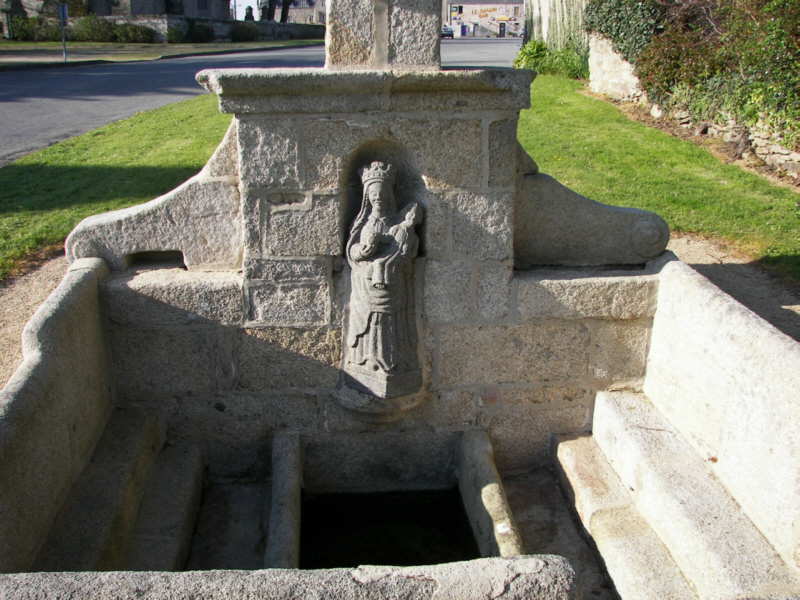
Die heilige Quelle von Berven

Eine urgeschichtliche Stele südöstlich des Ortskerns wurde im 16. oder 17. Jahrhundert mit einem christlichen Kreuz versehen und dient nun als Flurkreuz.
Die Kapelle im Weiler Berven gilt als Wallfahrtsort für Kinder mit Gangstörungen. Die Kapelle wurde von 1567 bis 1575 gebaut. Vor der Kapelle steht ein Becken mit einer heiligen Quelle. Das Gebäude wurde 1909 als Monument historique klassifiziert, die Quelle 1968.
Das Herrenhaus de Kerham wurde 1729 anstelle einer Kapelle aus dem 16. Jahrhundert erbaut. Es befindet sich im Privatbesitz.

## Wirtschaft
Wichtige Erwerbszweige in Plouzévédé sind Ackerbau und die Zucht von Hausrindern, es gibt außerdem eine Baumschule vor Ort.